# Ukraine Air Alliance
Ukraine Air Alliance (укр. Україна-Аероальянс) — украинская авиакомпания со штаб-квартирой в Киеве, основана в 1992 году; осуществляет грузовые и пассажирские чартерные перевозки. Базовые аэропорты — «Борисполь» и «Киев».

## История
Компания была основана 28 февраля 1992 года и начала деятельность в 1993 году. Была зарегистрирована как акционерное общество и была одной из первых частных авиалиний на Украине, получивших международный статус через регистрацию в ИКАО.

## Флот

### Действующий[3]
| Тип судна | Количество | Фотография | Примечания                                                                   |
| --------- | ---------- | ---------- | ---------------------------------------------------------------------------- |
| Ан-12     | 6          |            | UR-CGV, UR-CAK, UR-CNT, UR-CGW, UR-CAJ, UR-CZZ. Эксплуатируются с 1994 года. |

### Выведены из эксплуатации[1]
| Тип судна  | Начало эксплуатации | Конец эксплуатации |
| ---------- | ------------------- | ------------------ |
| Ан-2       | 1993                | 2003               |
| Ан-24      | 1998                | 2002               |
| Ан-26      | 1997                | 2003               |
| Ан-28      | 2001                | 2003               |
| Ан-32      | 1993                | 2003               |
| Ан-74      | 1994                | 1999               |
| Ан-124-100 | 2011                | 2011               |
| Ил-76      | 2000                | 2011               |
| Ми-8МТ     | 1994                | 1994               |

## Авиационные происшествия
4 октября 2019 во время выполнения чартерного рейса самолет Ан-12, который осуществлял перелёт из Испании во Львов, совершил аварийную посадку на грунт в селе Сокольники. В результате катастрофы погибли пять человек, еще трое было травмированы, самой авиакомпании было запрещено осуществлять перелёты.